# Mahinur Özdemir Göktaş

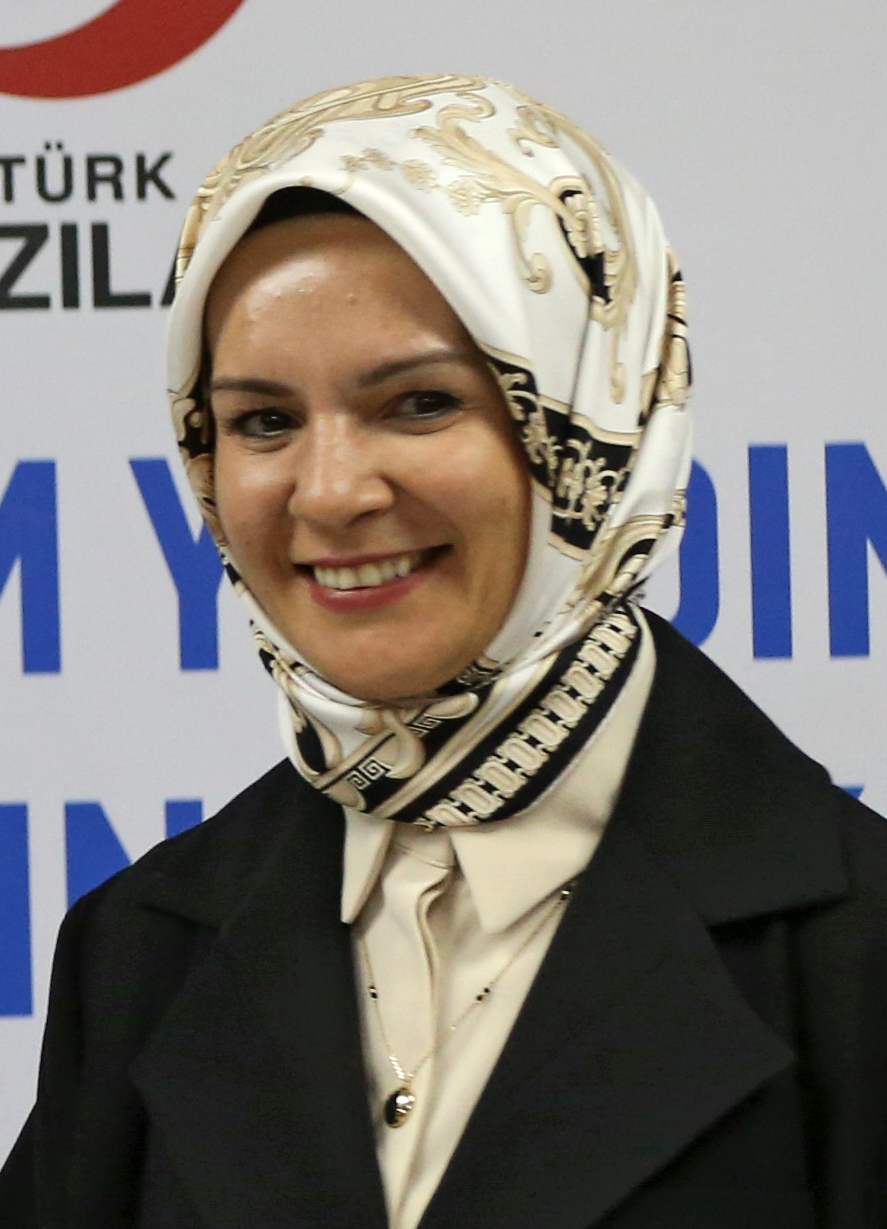
Mahinur Özdemir Göktaş

Mahinur Özdemir Göktaş (* 7. November 1982 in Schaerbeek) ist eine belgisch-türkische Politikerin, Diplomatin und Ministerin für Arbeit, Soziales und Familie der Türkei. Sie war zwischen 2020 und 2023 Botschafterin der Türkei in Algerien.

## Biografie
Ursprünglich wollte Özdemir Jura studieren, aber da sie davon ausging, dass sie mit einem Hijab nicht vor Gericht klagen könnte, änderte sie ihre Pläne. Sie absolvierte die Freie Universität Brüssel in Politikwissenschaft und Beratung in der öffentlichen Verwaltung. Außerdem ist sie aktives Mitglied vieler Nichtregierungsorganisationen (NGOs) in Schaerbeek und Gründerin einer Studentenorganisation. 2006 wurde sie zur Gemeinderätin der Gemeinde Schaerbeek gewählt. Sie trat 2009 dem Centre démocrate humaniste in Brüssel bei und wurde am 7. Juni 2009 zum Mitglied des Parlaments der Region Brüssel-Hauptstadt gewählt. Özdemir war die erste Frau, die in einer belgischen Parlamentsversammlung das Kopftuch trug. Im Juli 2018 kündigte sie an, dass sie bei den Kommunalwahlen in Belgien im Oktober 2018 nicht antreten werde. Nach der Wiederwahl von Präsident Recep Tayyip Erdoğan im Juni 2023 wurde sie zur Ministerin für Arbeit, Soziales und Familie ernannt.
Zudem kann sie Französisch, Niederländisch, Englisch, Türkisch und Spanisch sprechen.

## Politische Position

### Leugnung des Völkermords an den Armeniern
Özdemir wurde am 29. Mai 2015 aus ihrer Partei, dem Humanistischen Demokratischen Zentrum, ausgeschlossen, weil sie den vom Osmanischen Reich begangenen Völkermord an den Armeniern als Völkermord leugnete. Sie nahm auch nicht an einer Schweigeminute zum Gedenken an die Opfer des Völkermords an den Armeniern im Parlament teil und verteidigte sich damit, dass es keine Gerichtsurteile gegeben habe, die die Ansprüche der Armenier untergraben hätten.